# Francis Quarles

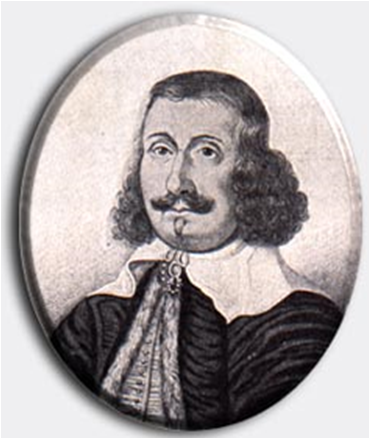
Francis Quarles

Francis Quarles (ur. 1592 w Romford w Esseksie, zm. 1644) – angielski poeta religijny epoki baroku, popularny w tym okresie autor zbioru emblematów.
Był synem Jamesa Quarlesa, generalnego inspektora aprowizacji angielskiej floty. Studiował w Cambridge i w Londynie. W roku 1618 ożenił się z Ursulą Woodgate (małżeństwo to doczekało się osiemnaściorga dzieci). Debiutował w 1620 roku parafrazą biblijną A Feast for Wormes. Set forth in a Poeme of the History of Jonah. W latach 1626–1630 pełnił funkcję sekretarza arcybiskupa Armagh i prymasa Kościoła Irlandii, Jamesa Usshera. Kilka lat po powrocie do Anglii, w 1640 roku, objął stanowisko kronikarza londyńskiego City. Był rojalistą, pisywał pamflety polityczne broniące króla Karola I, co w okresie wojny domowej doprowadziło do konfiskaty jego majątku przez purytanów i spalenia rękopisów. Wydarzenie to mogło być przyczyną przedwczesnej śmierci Quarlesa.
Znany jest przede wszystkim jako autor wydanych w 1635 roku Emblems, krótkich form poetyckich bezpośrednio związanych z towarzyszącą im grafiką. Tom ten cieszył się ogromną popularnością w XVII wieku. Choć Quarles był gorliwym anglikaninem, pomysł tej książki był wzorowy na podobnych wydawnictwach jezuickich. Pomimo zdecydowanie rojalistycznych poglądów poety, w twórczości Quarlesa zauważalny jest wpływ purytanizmu.